# Акула-янгол японська
Акула-янгол японська (Squatina japonica) — акула з роду акула-ангел родини акулоангелові. Інша назва «японський морський чорт».

## Опис
Загальна довжина досягає 2-2,5 м, зазвичай — 1,5-1,65 м. Голова масивна. Морда округле, дещо затуплене. Рот широкий, знаходиться у передній частині голови. На кожній щелепі розташовано по 20 рядків зубів. Зуби маленькі, вузькі. У неї 5 пар зябрових щілин. Тулуб сплощений. В середній частині спини (від голови до хвоста), між плавцями, на плавцях, на морді й під очима розташовані великі шипи. Грудні плавці великі, що не повністю приєднані до голови та прикривають зяброві щілини. Має 2 спинних плавця однакового розміру. Анальний плавець відсутній.
Забарвлення чорно-буре з темними плямочками і блідими світлими плямами. Черево білого кольору.

## Спосіб життя
Тримається на глибинах до 300 м, звичайно до 100 м, на континентальному шельфі та острівному схилі. Воліє до скелястих, кам'янистих та рифових ділянок дна з піщаним, мулистим або мулисто-піщаним ґрунтами з рясною водяною рослинністю. Це одинак. Вдень лежить на дні, зариваючись у пісок або мул. Вночі підіймається до поверхні. Полює цілодобово біля дна, є бентофагом. Живиться ракоподібними, камбалами, бичками, кальмарами, каракатицями, морськими їжаками.
Статева зрілість у самиць настає при розмірі 80 см. Це яйцеживородна акула. Вагітність триває 10 місяців. Породілля відбувається навесні і влітку. Самиця народжує від 2 до 10 акуленят завдовжки 22 см.
Є потенційно небезпечною для людини.

## Розповсюдження
Мешкає в Японському морі: біля узбережжя Корейського півострова, Японії, Приморського краю і південних Курильських островів (Росія), у Жовтому морі: біля узбережжя північно-західного Китаю, Тайваню, островів Рюкю.